# Ветер крепчает
«Ветер крепчает» (яп. 風立ちぬ кадзэ татину) — полнометражный анимационный фильм режиссёра Хаяо Миядзаки, снятый на студии «Гибли» и выпущенный в 2013 году. Мировые кассовые сборы превысили 137 миллионов долларов. Музыкальный лейтмотив — песня Юми Мацутои 1973 года «Белая полоса» (яп. ひこうき雲).
В основу сюжета произведения легла одноимённая манга авторства самого Миядзаки, публиковавшаяся в журнале Model Graphix в 2009 году и рассказывающая о японском конструкторе Дзиро Хорикоси, известном своей работой над истребителями Mitsubishi A5M и Mitsubishi A6M Zero.
Любовная линия сюжета восходит к автобиографической повести Тацуо Хори «Ветер крепчает» (1937), которая, в свою очередь, обыгрывает мотивы романа Томаса Манна «Волшебная гора». Название повести взято из стихотворения Поля Валери «Кладбище у моря»: «Крепчает ветер!.. Значит, жить пытайся!» (фр. «Le vent s'élève!.. Il faut tenter de vivre!»).

## Сюжет

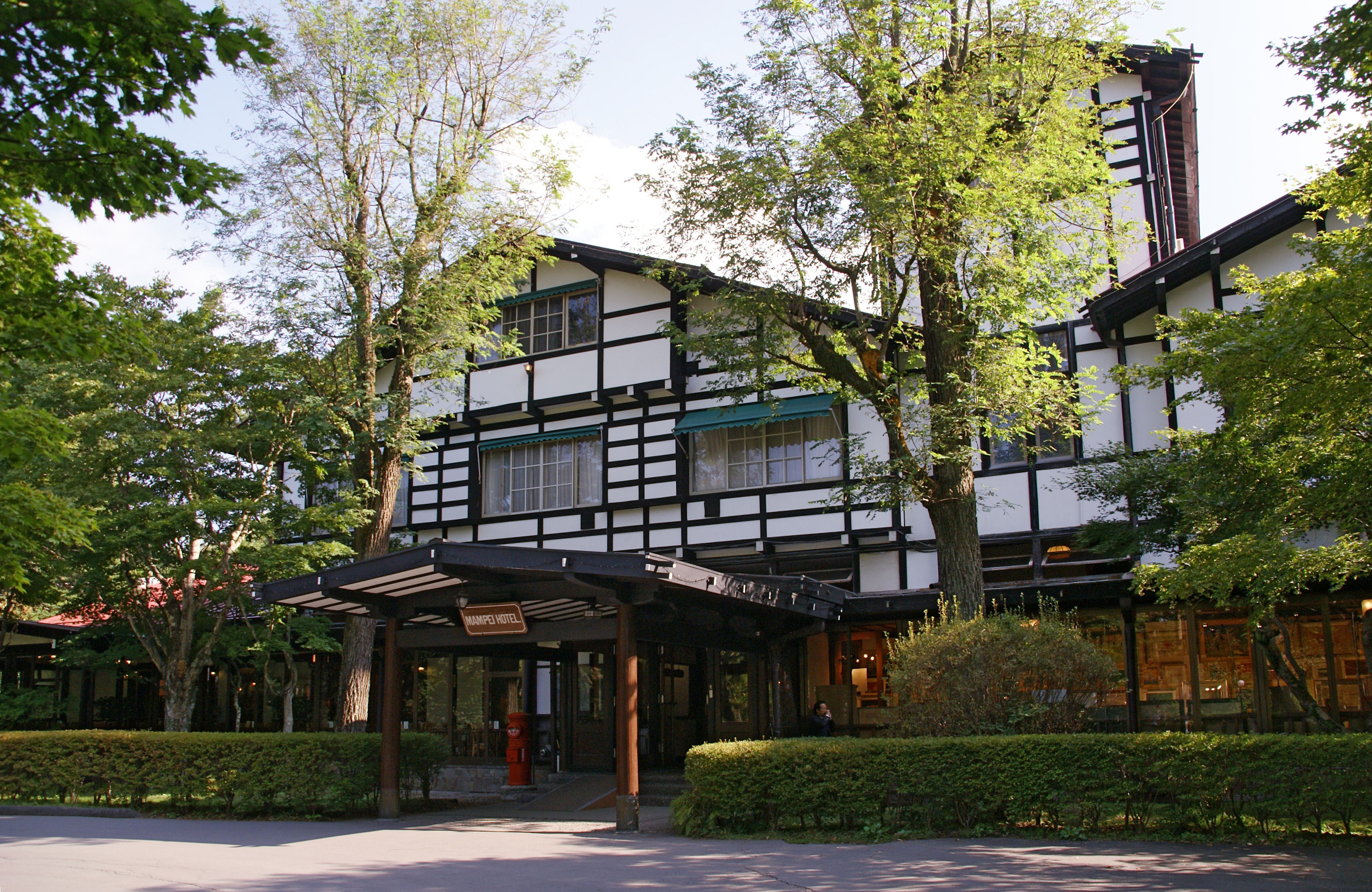
Отель Mampei в Каруидзаве, появившийся в середине фильма

Япония, 1918 год. Юный Дзиро Хорикоси мечтает стать пилотом. Этому мешает его близорукость. Мальчик видит сон о встрече со знаменитым авиаконструктором Капрони, который убеждает его, что создавать самолёты куда лучше, чем летать на них.
Через пять лет во время землетрясения Канто Дзиро, теперь уже студент Токийского университета, встречает девочку Наоко и спасает её спутницу, сломавшую ногу.
В 1929 году Дзиро и его приятель Киро, работая на концерн Mitsubishi, отправляются на стажировку в Германию, где встречают конструктора Хуго Юнкерса и становятся свидетелями погрома. Во сне Дзиро опять видит Капрони, который объясняет ему, что мир становится лучше от красоты самолётов, даже несмотря на то, что люди используют эту красоту для истребления себе подобных.
Весной 1932 года после неудачных испытаний спроектированного Дзиро самолёта он отправляется на горный курорт Каруидзава, где вновь встречается с Наоко. Они обручаются, но Наоко отказывается вступить в брак до тех пор, пока не излечится от туберкулёза.
Семейное счастье Дзиро и Наоко омрачается неуклонным ухудшением её здоровья. В отсутствие Дзиро женщина возвращается в санаторий, чтобы там умереть. Дзиро чувствует это, когда резкий порыв ветра прерывает испытания его нового самолёта Mitsubishi A5M.
В последней сцене показан Токио, опустошённый авианалётами 1945 года. Дзиро сожалеет о том, что его творчество превратилось в орудие разрушения, сеющее смерть. Он вновь грезит о встрече с Капрони и Наоко, которые утешают его.

## Список персонажей

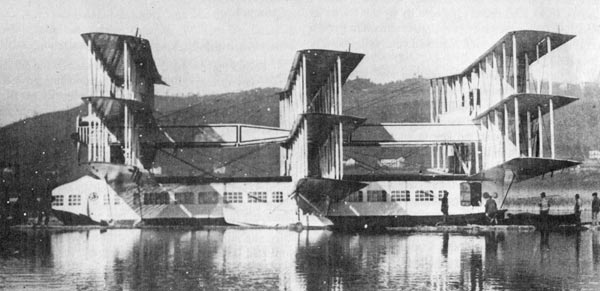
Caproni Ca.60

Дзиро Хорикоси (яп. 堀越 二郎 Хорикоси Дзиро:)
Сэйю — Хидэаки Анно
Главный герой истории, в начале представлен мальчиком, мечтающим пилотировать самолёт, однако не может этого делать из-за своей близорукости. Однажды в своём сне он видит Джованни Капрони, который предлагает мальчику стать авиастроителем. С тех пор Дзиро верно следовал своей мечте и в 23 года устроился инженером в подразделение компании «Мицубиси», занимавшееся двигателями внутреннего сгорания. Сначала многие проекты Дзиро оказываются неудачными, но в конце концов он разрабатывает модель Mitsubishi A6M Zero, которая в будущем будет использоваться во время Второй мировой войны. Дзиро показан как спокойный и благоразумный человек. Он не разделяет ревностно идеалы японского национализма, а лишь следует своей давней мечте — создавать самолёты.
Наоко Сатоми (яп. 里見 菜穂子 Сатоми Наоко)
Сэйю — Миори Такимото
Впервые, будучи подростком, познакомилась с Дзиро в день землетрясения 1 сентября, когда Дзиро помог ей найти семью, однако тогда поместье её семьи полностью сгорело. Долгое время она не встречалась с Дзиро, но за это время её мать умерла от туберкулёза, а болезнью заразилась и сама Наоко. Во время создания эскиза пейзажа она случайно встретила Дзиро, тогда же и начались их отношения. Дзиро отвечал ей взаимностью, и тогда они решили пожениться, получив благословение от родителей. Однако болезнь Наоко начала прогрессировать, и влюблённые решили преждевременно заключить брак лишь при двух свидетелях, проводя оставшееся время вместе. Наоко подружилась с Каё, сестрой Дзиро, которая стала её лечащим врачом. Во время очередной командировки Дзиро Наоко сбежала из дома, оставив записки Каё и Дзиро. В конце есть намёк на то, что после войны Наоко умерла.
Киро Хондзё (яп. 本庄 季郎 Хондзё: Киро:)
Сэйю — Хидэтоси Нисидзима
Лучший друг Дзиро, авиаконструктор, создавший Mitsubishi G3M и Mitsubishi G4M. Пылкий и амбициозный человек, но такой же талантливый. В первое время его проекты даже были лучше, чем у Хорикоси.
Курокава (яп. 黒川)
Сэйю — Масахико Нисимура
Начальник подразделения компании «Мицубиси», страдает карликовостью. Очень амбициозен, всегда нервничает, воспринимает всё слишком эмоционально и находится на грани истерики. Но быстро оценивает талант Дзиро и доверяет ему серьёзные проекты. Выступал свидетелем во время брака Дзиро и Наоко.
Касторп (яп. カストルプ Касуторупу)
Сэйю — Стив Альберт
Немец, на время переехавший в Японию, в ресторане часто вступает в диалог с Дзиро, предупреждает его о грядущей войне. Высказывает своё мнение по поводу действий нацистов. Называет себя именем персонажа упомянутого выше романа Манна — Касторп.
Сатоми (яп. 里見)
Сэйю — Морио Кадзама
Отец Наоко, доброжелательный человек, хорошо относится к Дзиро, дал благословение на женитьбу Дзиро и его дочери.
Каё Хорикоси (яп. 堀越 加代 Хорикоси Каё)
Сэйю — Мирай Сида
Младшая сестра Дзиро, очень энергичная и пылкая девочка, любит делать замечания Дзиро. Повзрослев, решает стать врачом. Лечит Наоко, становясь впоследствии её лучшей подругой. Она выступает категорически против того, чтобы Наоко перенапрягалась и выходила на улицу.
Капрони (яп. カプローニ Капуро:ни)
Сэйю — Мансай Номура
Знаменитый итальянский авиаконструктор, основатель компании Caproni. Дзиро с самого детства любил читать о его изобретениях. Капрони появляется в видениях Дзиро и наставляет мальчика на путь мечты, также рассказывает о своих успехах и неудачах. Сюжет не раскрывает до конца, является персонаж лишь воображением главного героя или же между ними существует некая ментальная связь.

## Производство
Миядзаки вдохновился биографией Хорикоси после прочтения его цитаты: «Всё, чем я хотел заниматься, — это делать что-то прекрасное» (англ. All I wanted to do was to make something beautiful).
Постановка мультфильма была произведена лично Хаяо Миядзаки, который ранее уже снял много заметных работ, в том числе «Мой сосед Тоторо» и «Унесённые призраками». Это была его первая работа в качестве режиссёра за 5 лет, предыдущей была «Рыбка Поньо на утёсе», снятая в 2008 году. После «Поньо» Миядзаки хотел снять её продолжение, но продюсер Тосио Судзуки убедил его вместо этого поставить «Ветер крепчает». В 2013 году о создании этой кинокартины и жизни студии «Гибли» вышел документальный фильм The Kingdom of Dreams and Madness.
Мультфильм основан на манге, которую также рисовал Хаяо Миядзаки и которая выходила в 2009 году в журнале Model Graphix. Манга является свободной интерпретацией автобиографической повести Тацуо Хори «Ветер крепчает», написанной в 1936—1937 годах. Оттуда взяты романтические сцены Дзиро с Наоко. Несмотря на то, что сюжет фильма показывает подлинную хронологию выпуска самолётов Хорикоси, его биография в мультфильме (в частности всё, что связано с его личной жизнью) вымышлена. Повесть Хори уже была экранизирована в анимационном сериале Seishun Anime Zenshuu в 1986 году.
По словам режиссёра, «Ветер крепчает» снят только для взрослых. Это не только психологический барьер, но и прагматический: не зная будущей публики, невозможно предсказать коммерческий успех. В реальности оставалось всё меньше поводов для фантазий: ситуация в современном обществе очень тревожила создателя. Но довоенный период японской истории был не серой эпохой, а прекрасной, радужной и полной надежд. Главный герой — нечто среднее между двумя историческими личностями Хорикоси и Хори. Они были счастливы в то тревожное время и вовсе не являлись пацифистами: «Меня обвиняют в нехватке антивоенного пафоса и даже, представьте, называют нацистом. А я всего лишь не хотел лгать». Сотрудники студии «Гибли» считали, что сам Миядзаки по характеру был похож на главу конструкторского бюро из фильма.
Через весь фильм проходит лейтмотив поднимающегося ветра, вынесенный в его название. Порыв ветра уносит шляпку Наоко, что приводит к её знакомству с Дзиро. Много лет спустя именно порыв ветра уносит зонтик Наоко, который ловит Дзиро, что позволяет им возобновить знакомство. И именно по порыву ветра с гор Дзиро понимает, что Наоко не стало.
В мультфильм вошли несколько планов с пейзажами России. Когда главный герой отправляется из Японии в Германию для знакомства с достижениями немецкого авиастроения, он пересекает на поезде СССР и наблюдает из окна поля, луга, берёзовые рощи, а также православные храмы. Во многом на представление о России и её пейзажах на Миядзаки повлияли картины Исаака Левитана. Кроме того, на секунду появляется изображение советских истребителей И-15, атакующих японский бомбардировщик.
В конце показаны небольшая сцена бомбардировок Японии в последние месяцы войны и сон, где конструктор идёт по полю, полном подбитых и сгоревших самолётов. Развитие этой части истории не входило в планы режиссёра. Ветер перешёл в ураган с налётами B-29. Сам Хорикоси писал в своём дневнике 12 марта 1945 года: «Было странно оставаться одному в пустом доме, пока моя жена провожала семью на вокзал. У меня было время подумать, и меня охватила глубокая тревога за будущее моей семьи, моего народа, за нашу работу, за будущее компании, в которой я проработал так долго. Когда я думал, что ход войны приведёт к неизбежному поражению моей страны и моего народа, я не смог сдержать подступивших слёз. Этим страницам я могу признаться, что сожаление об уготованной Японии участи заставило меня плакать. Я не мог остановить слёзы».
Участие в озвучивании создателя «Евангелиона» объяснялось так:
| Я уже тридцать лет знаком с этим человеком, он отдаёт все силы на создание новых фильмов, ему тоже знакома проблема воспитания нового поколения сотрудников. Я попросил его озвучить Дзиро Хорикоси в моей последней картине. Анно живёт полной жизнью своего времени. Я подумал, что именно он больше всех похож на Дзиро Хорикоси наших дней. — Хаяо Миядзаки |

| Всё очень просто. Миядзаки мне сказал: «Сделай!». Вот и вся причина. Он меня попросил, а ему я не могу отказать. Я немножко пробую себя в качестве актёра озвучивания, но никогда не выступал в главной роли. Это огромная ответственность. Когда всё закончилось, Миядзаки так радовался, что я подумал, что, наверное, получилось. Дело в том, что я не играл роль. Я не пытался стать Дзиро Хорикоси, а был всё тем же Хидэаки Анно. Я думаю, что Миядзаки хотел именно этого. — Хидэаки Анно |

## Музыка
| №   | Название                                     | Длительность |
| --- | -------------------------------------------- | ------------ |
| 1.  | «A Journey (A Dream of Flight)»              | 2:55         |
| 2.  | «A Shooting Star»                            | 1:37         |
| 3.  | «Caproni (An Aeronautical Designer's Dream)» | 1:45         |
| 4.  | «A Journey (A Decision)»                     | 1:12         |
| 5.  | «Nahoko (The Encounter)»                     | 0:48         |
| 6.  | «The Refuge»                                 | 1:20         |
| 7.  | «The Lifesaver»                              | 0:47         |
| 8.  | «Caproni (A Phantom Giant Aircraft)»         | 1:43         |
| 9.  | «A Heart Aflutter»                           | 0:40         |
| 10. | «A Journey (Jiro's Sister)»                  | 1:34         |
| 11. | «A Journey (First Day at Work)»              | 1:28         |
| 12. | «The Falcon Project»                         | 1:34         |
| 13. | «The Falcon»                                 | 1:22         |
| 14. | «Junkers»                                    | 1:28         |
| 15. | «A Journey (Italian Winds)»                  | 1:44         |
| 16. | «A Journey (Caproni Retires)»                | 1:20         |
| 17. | «A Journey (An Encounter at Karuizawa)»      | 1:44         |
| 18. | «Nahoko (Her Destiny)»                       | 0:46         |
| 19. | «Nahoko (A Rainbow)»                         | 1:09         |
| 20. | «Castorp (The Magic Mountain)»               | 1:09         |
| 21. | «The Wind»                                   | 0:52         |
| 22. | «Paper Airplane»                             | 2:37         |
| 23. | «Nahoko (The Proposal)»                      | 1:10         |
| 24. | «Prototype 8»                                | 0:58         |
| 25. | «Castorp (A Separation)»                     | 1:49         |
| 26. | «Nahoko (I Miss You)»                        | 3:06         |
| 27. | «Nahoko (An Unexpected Meeting)»             | 3:04         |
| 28. | «A Journey (The Wedding)»                    | 1:57         |
| 29. | «Nahoko (Together)»                          | 1:04         |
| 30. | «A Journey (A Parting)»                      | 1:18         |
| 31. | «A Journey (A Kingdom of Dreams)»            | 3:36         |
| 32. | «Vapor Trail»                                | 3:23         |

### Участники записи
- Дзё Хисаиси — музыка, аранжировка, фортепиано (5, 18, 27—29), дирижирование, продюсирование
- Симфонический оркестр Ёмиури
- Тадаси Аояма — балалайка и мандолина
- Масаюки Тиё и Масаёси Фурукава — гитары
- Хирофуми Мидзуно — баян и аккордеон
- Юми Мацутоя — вокал (32), запись 1973 года[18]
- Суминобу Хамада — запись и сведение
- Сигэки Фудзино — мастеринг (Universal Music)
- Запись произведена в Токийском центре искусств и Victor Studio, сведение — в Bunkamura Studio[19]

Обложка саундтрека совпадала с постером фильма. Также был выпущен дополнительный диск с двумя композициями в моно. В 2021 году саундтрек издан Studio Ghibli Records на 2 LP с ремастерингом и новым оформлением.

## Прокат и реакция
Премьера фильма состоялась 20 июля 2013 года, в России — 20 февраля 2014 года. Картина входила в официальную конкурсную программу 70-го Венецианского кинофестиваля. В то время позиционировалось, что Хаяо Миядзаки этим фильмом завершает свою карьеру. Позднее режиссёр объявил, что работает над новым фильмом.

### Награды и номинации
- 2013 — премия Круга кинокритиков Нью-Йорка за лучший мультфильм года.
- 2013 — премия Национального совета кинокритиков США за лучший мультфильм года.
- 2013 — номинация на премию Киноакадемии Азиатско-Тихоокеанского региона Asia Pacific Screen Awards[англ.] за лучший анимационный фильм года.
- 2014 — премия «Энни» за лучший сценарий для мультфильма (Хаяо Миядзаки), а также номинации за лучший мультфильм года и за лучшую анимацию персонажа (Китаро Косака).
- 2014 — премии Японской киноакадемии за лучший анимационный фильм года и за лучшую музыку (Дзё Хисаиси).
- 2014 — премия «Спутник» за лучший анимационный фильм.
- 2014 — номинация на премию «Золотой глобус» за лучший фильм на иностранном языке.
- 2014 — номинация на премию Critics' Choice Movie Awards за лучший анимационный фильм года.
- 2014 — номинация на премию «Оскар» за лучший анимационный полнометражный фильм.
- 2014 — номинация на премию «Майнити» за лучший анимационный фильм года.

### Отзывы и критика
Metacritic дал высокую оценку — 83 балла из 100 на основании 41 обзора. На Rotten Tomatoes рейтинг составил 88 % с учётом 182 мнений критиков. «Ветер крепчает» оказался на 7 месте в списке 100 лучших аниме фильмов согласно журналу Paste.
Ёсиюки Томино сказал, что полностью поддерживает «Ветер крепчает» — данная работа ни в коем случае не прославляет Дзиро Хорикоси, а показывает страдания человека, одержимого истребителями. В этом заключается проблема отношения общества к технологиям, особенно к оружию.
Борис Иванов в рецензии на кинопортале Film.ru выставил 9 из 10 баллов. По его словам, в этом фильме Миядзаки затрагивает своё двойственное отношение к войне: будучи пацифистом, он одновременно очень любит военную авиацию. Автор полностью оправдывает своих героев несмотря на то, что они имели отношение к нападению на Перл-Харбор и последующим событиям Второй мировой войны на Тихом океане. «Ветер крепчает» — его первый фильм-биография и, вероятно, последний мультфильм для взрослых. Главная тема, ключевая для всей японской культуры, — мимолётность бытия. Среди достоинств фильма Иванов указывает анимацию, а недостатком считает работу непрофессионального сэйю Дзиро Хидэаки Анно.
По мнению Антона Долина, начинаясь с полётов во сне, в конце фильм показал весьма жёсткую посадку или даже крушение. Падение является пробуждением. «Ветер крепчает» — картина резких контрастов между формой и далёким от сказки материалом, а также историей профессиональной карьеры инженера и кратковременной романтикой, прерванной смертью избранницы главного героя. В памяти возникает «Могила светлячков», где мальчик и девочка стали жертвами войны. Когда Миядзаки только начинал писать сценарий и закончил наброски к сцене 1923 года, на следующий день после обсуждения с продюсером случилось землетрясение 2011 года, приведшее к аварии на АЭС Фукусима-1. Так реальность форматирует фантазию. Однако, как бы ни крепчал ветер, необходимо жить дальше — весь мультфильм подчинён логике повседневности. Название также отсылает к высказыванию японского поэта и философа Рёкана: «Даже когда на Земле безветренно, великие ветра дуют высоко в небесах и влияют на нас». Время преодолевает все препятствия, оно неуправляемо и неподвластно людям, противостоять ему невозможно. Наоко — «Исчезнувшая Альбертина». Бумажный самолёт влюблённого Дзиро упадёт на землю, хотя он поддерживает иллюзию «остановленного времени», витая в облаках. Метафора Валери воплотилась буквально: Япония превратилась в гигантское «кладбище у моря», усеянное обломками горящих самолётов, жутковатым образом напоминая о невинном крестообразном орнаменте одежды маленького Хорикоси в начале. Ни один пилот не вернулся — некуда было возвращаться. Придя в последний раз в гости к Капрони, Дзиро оказывается в стране снов — преисподней. В финале «Волшебной горы» Манн спрашивал, родится ли когда-нибудь любовь из всемирного пира смерти и грозного пожарища войны. Миядзаки однозначно отвечает: Наоко ушла, но права быть вместе с ней у Дзиро нет, он должен жить. Краски сгустились в тень: чёрный в японской традиции — цвет опыта.